# 고테하시촌
고테하시촌(犢橋村)은 지바현 지바군에 존재했던 촌이다. 현재의 지바시에 해당한다.

## 역사
- 1889년 4월 1일 - 정촌제 시행에 의해 13개의 구역을 가지고 지바군 고테하시촌이 성립하였다.
- 1954년 7월 1일 - 지바시에 편입해, 동일 고테하시촌은 폐지되었다. 이후 고테하시센터를 설치하였다.